# Myurella
Myurella é um gênero de gastrópodes pertencente a família Terebridae.

## Espécies
- Myurella affinis (Gray, 1834)[3]
- Myurella amoena (Deshayes, 1859)
- Myurella andamanica (Melvill & Sykes, 1898)
- †Myurella basterotii (Nyst, 1845)
- Myurella bilineata (Sprague, 2004)
- Myurella brunneobandata (Malcolm & Terryn, 2012)
- Myurella burchi (Bratcher & Cernohorsky, 1982)
- Myurella conspersa (Hinds, 1844)
- Myurella dedonderi (Terryn, 2003)
- Myurella eburnea (Hinds, 1844)
- Myurella flavofasciata (Pilsbry, 1921)[4]
- Myurella fortunei (Deshayes, 1857)
- Myurellopsis guphilae (Poppe, Tagaro & Terryn, 2009)
- Myurella joelbartschi (Poppe, Tagaro & Goto, 2018)
- Myurella mactanensis (Bratcher & Cernohorsky, 1982)
- Myurella mauricejayi Terryn, Gori & Rosado, 2019
- Myurella mindanaoensis (Aubry, 2008)
- Myurella multistriata (Schepman, 1913)
- Myurella nebulosa (G.B. Sowerby I, 1825)[5]
- Myurella ningaloensis (Aubry, 1999)
- Myurella pertusa (Born, 1778)
- †Myurella peyrehoradensis (Peyrot, 1931)
- Myurella picardali (Aubry, 2011)
- Myurella pseudofortunei (Aubry, 2008)
- Myurella pygmaea (Hinds, 1844)
- Myurella reunionensis (Bratcher & Cernohorsky, 1985)
- Myurella russoi (Aubry, 1991)
- Myurella suduirauti (Terryn & Conde, 2004)
- Myurella wellsilviae (Aubry, 1994)[6]

Espécies trazidas para a sinonímia
- Myurella albocincta Carpenter, 1857: sinônimo de Terebra armillata Hinds, 1844
- Myurella belcheri E.A. Smith, 1873: sinônimo de Terebra guayaquilensis (E.A. Smith, 1880)
- Myurella capensis E.A. Smith, 1873: sinônimo de Euterebra capensis (E.A. Smith, 1873)
- Myurella cinctella (Deshayes, 1859):[7] sinônimo de Maculauger cinctellus (Deshayes, 1859)
- Myurella columellaris (Hinds, 1844):[8] sinônimo de Myurellopsis columellaris (Hinds, 1844)
- Myurella contracta E.A. Smith, 1873: sinônimo de Terebra contracta (E.A. Smith, 1873)
- Myurella duplicatoides Bartsch, 1923: sinônimo de Duplicaria duplicata (Linnaeus, 1758)
- Myurella exiguoides (Schepman, 1913): sinônimo de Punctoterebra exiguoides (Schepman, 1913)
- Myurella fijiensis E.A. Smith, 1873: sinônimo de Terebra fijiensis E.A. Smith, 1873
- Myurella granulosa E.A. Smith, 1873: sinônimo de Pristiterebra pustulosa (E.A. Smith, 1879)
- Myurella guayaquilensis E.A. Smith, 1880: sinônimo de Terebra guayaquilensis (E.A. Smith, 1880)
- Myurella hindsii Carpenter, 1857: sinônimo de Terebra intertincta Hinds, 1844
- Myurella hiscocki (Sprague, 2004):[9] sinônimo de Profunditerebra hiscocki (Sprague, 2004)
- Myurella joserosadoi (Bozzetti 2001):[10] sinônimo de Myurellopsis joserosadoi (Bozzetti, 2001)
- Myurella kilburni (Burch, 1965):[11] sinônimo de Myurellopsis kilburni (R. D. Burch, 1965)
- Myurella lineaperlata Terryn & Holford, 2008:[12] sinônimo de Punctoterebra lineaperlata (Terryn & Holford, 2008) (combinação original)
- Myurella macgillivrayi E.A. Smith, 1873: sinônimo de Punctoterebra textilis (Hinds, 1844)
- Myurella minipulchra Bozzetti, 2008:[13] sinônimo de Hastulopsis minipulchra (Bozzetti, 2008)
- Myurella miranda E.A. Smith, 1873: sinônimo de Pristiterebra miranda (E.A. Smith, 1873)
- Myurella monicae (Terryn, 2005):[14] sinônimo de Myurellopsis monicae (Terryn, 2005)
- Myurella myuros (Lamarck, 1822): sinônimo de Cinguloterebra commaculata (Gmelin, 1791)
- Myurella nathaliae (Drivas & Jay, 1988):[15] sinônimo de Myurellopsis nathaliae (Drivas & Jay, 1988)
- Myurella okudai Poppe, Tagaro & Goto, 2018 : sinônimo de Profunditerebra okudai (Poppe, Tagaro & Goto, 2018)
- Myurella orientalis (Aubry, 1999):[16] sinônimo de Profunditerebra orientalis (Aubry, 1999)
- Myurella parkinsoni (Cernohorsky & Bratcher, 1976):[17] sinônimo de Myurellopsis parkinsoni (Bratcher & Cernohorsky, 1976)
- Myurella paucistrata E.A. Smith, 1873: sinônimo de Myurella paucistriata E.A. Smith, 1873
- Myurella paucistriata E.A. Smith, 1873:[18] sinônimo de Myurellopsis paucistriata (E. A. Smith, 1873)
- Myurella pumilio E.A. Smith, 1873: sinônimo de Euterebra tantilla (E.A. Smith, 1873)
- Myurella rosacea (Pease, 1869): sinônimo de Punctoterebra rosacea (Pease, 1869)
- Myurella rufocinerea Carpenter, 1857: sinônimo de Terebra intertincta Hinds, 1844
- Myurella simplex Carpenter, 1865: sinônimo de Terebra hemphilli Vanatta, 1924
- Myurella solangeae Bozzetti, 2015 : sinônimo de Punctoterebra solangeae (Bozzetti, 2015)
- Myurella stearnsii (Pilsbry, 1891): sinônimo de Cinguloterebra stearnsii (Pilsbry, 1891)
- Myurella tantilla E.A. Smith, 1873: sinônimo de Euterebra tantilla (E.A. Smith, 1873)
- Myurella turrita E.A. Smith, 1873: sinônimo de Hastulopsis turrita (E.A. Smith, 1873)
- Myurella undulata (Gray, 1834):[19] sinônimo de Myurellopsis undulata (Gray, 1834)